# MRC 1138-262
MRC 1138-262 (también conocida como PKS 1138-262, PGC 2826829 o Galaxia Telaraña) es una galaxia irregular situada en la constelación de Hidra, localizada a 10.600 millones de años luz de la Vía Láctea. Fue ampliamente estudiada como fuente de radio, pero no fue hasta que se tomó un mosaico de fotografías con el telescopio espacial Hubble, a través de una serie de observaciones realizadas entre el 17 y 22 de mayo de 2005, que se conoció su verdadera naturaleza. Este hallazgo aparece documentado por primera vez el 10 de octubre de 2006 en la revista The Astrophysical Journal Letters, volumen 650, número 1. La fotografía se realizó utilizando la cámara avanzada para sondeos, por un equipo liderado por George K. Miley, del Observatorio de Leiden (Países Bajos).

## Información general
Las observaciones radioastronómicas parecen indicar que se trata una galaxia elíptica masiva típica, del tipo que con el tiempo se transforma en el centro de un cúmulo galáctico. Sin embargo, las observaciones en el rango de la luz ultravioleta indican que posee un núcleo irregular y una serie de «nudos» fuertemente emisores de radiación en su interior.
Las observaciones en luz visible indican que en realidad se trata de una galaxia en formación, a través de la fusión de todo un cúmulo de galaxias; pero en una estructura continua, similar a una telaraña, con un núcleo central masivo y varios más pequeños en la periferia. Dado que se observa cómo era 2000 millones de años después del Big Bang, su estudio resulta importante para comprender la formación y evolución de las galaxias.

## Historia
En 1948, el Council for Scientific and Industrial Research (actual Commonwealth Scientific and Industrial Research Organisation), dependiente de la Universidad de Sídney, crea la División de Radiofísica dirigida por Bernard Yarnton Mills, quien al año siguiente comienza el desarrollo de nuevas herramientas y técnicas de trabajo. El resultado fue el radiotelescopio Mills Cross, instalado en Fleurs (actual Badgerys Creek) y operativo desde 1954. Entre 1958 y 1961, los astrónomos Bernard Mills, Bruce Slee y Eric Hill publican el Catalogue of Radio Sources (luego conocido como catálogo MSH), en el cual se presentan unas 2200 fuentes de radio. Este trabajo fue el primer estudio en esta longitud de onda del hemisferio sur.
En esta obra las fuentes se clasifican en listas que se corresponden con la hora de la ascensión recta, ordenadas según los minutos. En la segunda parte, titulada A Catalogue of Radio Sources Between Declinations -20° and -50° (Un catálogo de fuentes de radio entre las declinaciones -20º y -50°), en la lista de la hora 11, minuto 36, aparece un objeto nunca antes observado que presenta una densidad de flujo espectral de 28 x 10-26 W m2 Hz-1 (equivalente a 28 fu, la unidad de densidad de flujo usada en astronomía).
Entre 1964 y 1968, los astrónomos del observatorio Parkes (Australia), operativo desde 1961, compilan el catálogo Parkes, con la intención de ampliar los resultados del catálogo MSH. La primera parte incluyó 297 fuentes de radio con declinación entre -60° y -90°, de las cuales 51 anteriormente eran desconocidas. Aquí aparece una entrada con el código 1138-26, en donde 1138 se corresponde con la hora y minutos de la ascensión recta y -26 con los grados de la declinación, que es la misma identificada en el catálogo MHS en la lista 11, número de orden 27. Esta entrada se corresponde con la galaxia Telaraña.

## Mediciones realizadas
| Fuente                         | Fecha | Código                 | Posición         | Posición      | Precesión anual | Precesión anual | Densidad de flujo | Densidad de flujo | Densidad de flujo | Densidad de flujo | Índice espectral | Índice espectral | Índice espectral | Coordenadas galácticas | Coordenadas galácticas |
| Fuente                         | Fecha | Código                 | Ascensión recta  | Declinación   | Δα              | Δδ              | 87 MHz            | 408 MHz           | 1410 MHz          | 2650 MHz          | de 87 a 408      | de 408 a 1410    | de 1410 a 2650   | l                      | b                      |
| ------------------------------ | ----- | ---------------------- | ---------------- | ------------- | --------------- | --------------- | ----------------- | ----------------- | ----------------- | ----------------- | ---------------- | ---------------- | ---------------- | ---------------------- | ---------------------- |
| Catálogo de Mills, Slee y Hill | 1960  | tabla 1, lista 11 Nº 7 | 11 h 38 m 01 s   | -26º 18'      | -               | -               | 28                | -                 | -                 | -                 | -                | -                | -                | -                      | -                      |
| Catálogo Parkes                | 1964  | 1138-26                | 11 h 38 m 02 s   | -26º 12' 54'' | 3,00''          | -19,96''        | 28                | 4,1               | 0,9               | 0,4               | 1,2              | 1,2              | 1,3              | 284                    | 34                     |
| Catálogo Parkes revisado       | 1969  | 1138-26                | 11 h 38 m 19,3 s | -26º 12' 48'' | 3,01''          | -20,0''         | -                 | 2,9               | 0,7               | 0,4               | -                | -1,1             | -0,9             | 284                    | 34                     |